# الکس برونر
الکس برونر (انگلیسی: Alex Brunner؛ زادهٔ ۸ دسامبر ۱۹۷۳) بازیکن فوتبال اهل ایتالیا است.
از باشگاه‌هایی که در آن بازی کرده‌است می‌توان به باشگاه فوتبال سورنتو کالچو، باشگاه فوتبال فوجا، باشگاه فوتبال سالرنیتانا، باشگاه فوتبال بولونیا، باشگاه فوتبال کالیاری، باشگاه فوتبال تریستیانا، باشگاه فوتبال کومو، باشگاه فوتبال یووه استابیا، و باشگاه فوتبال ترنانا اشاره کرد.